# Clubhouse
Clubhouse – aplikacja społecznościowa służąca do czatu audio. Dostęp do niej możliwy jest jedynie po uprzednim otrzymaniu zaproszenia od innego zarejestrowanego użytkownika. Uruchomiona w 2020 r. i stworzona przez programistów Alpha Exploration Co. W lutym 2021 wycena aplikacji wyniosła prawie 100 milionów dolarów. Przez długi czas aplikacja dostępna była tylko na systemy iOS, ale na początku 2021 zaczęła się praca nad aplikacją dla systemu Android. Pierwsza wersja została uruchomiona w USA w maju 2021

## Historia
Aplikacja Clubhouse została uruchomiona w kwietniu 2020 na iOS. Rozwój pandemii Covid-19 spowodował, że ludzie potrzebowali takiej aplikacji dużo bardziej niż wcześniej. W grudniu 2020 aplikacja miała już 600 000 zarejestrowanych użytkowników. Na ten miesiąc przypada też początek silnego trendu rosnącego zainteresowania Clubhouse w Stanach Zjednoczonych (Do Polski główny trend dotarł niedługo później, bo w połowie stycznia 2021 roku). Największą popularność aplikacja osiągnęła po tym, gdy Elon Musk wziął tam udział w dyskusji w pokoju, który utworzył Sriram Krischnan.

## Funkcje
Przede wszystkim idea Clubhouse polega na zrzeszaniu użytkowników w wirtualnych pokojach z możliwością rozmów na przeróżne tematy. Niektóre przykłady pokoi: Startup Club, Fit, Health is Wealth. Aplikacja Clubhouse znana jest również z tego, że do grona użytkowników dołączyły znane osobistości, jak np.: Drake, Kevin Hart, Elon Musk.